# Gnathovorax
Gnathovorax é um gênero de dinossauro saurísquio herrerassaurídeo da Formação Santa Maria no Rio Grande do Sul, Brasil. A espécie-tipo, e única até então, é Gnathovorax cabreirai.

## Descoberta e Nomenclatura

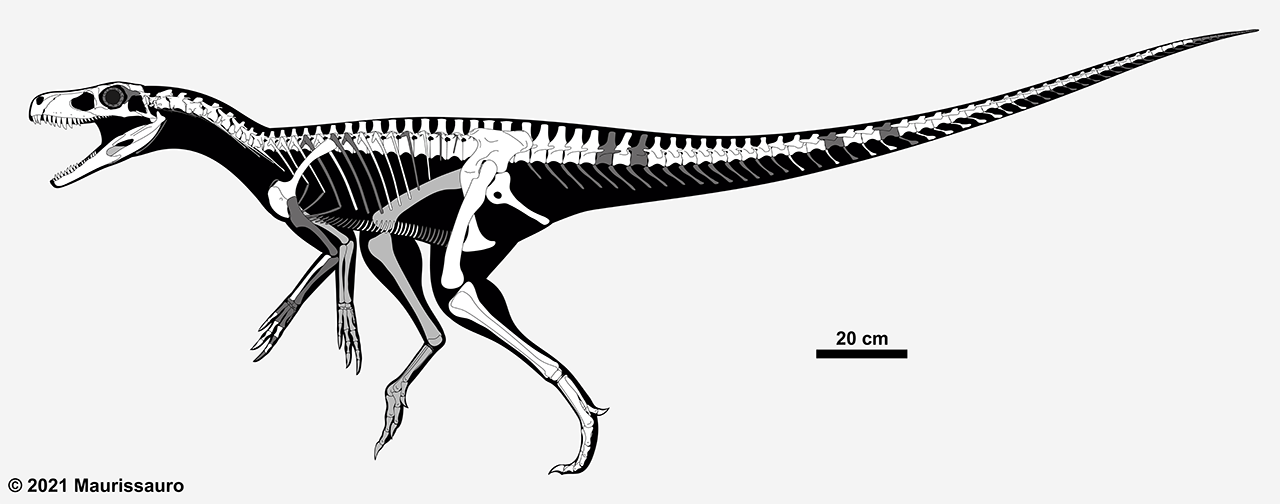
Reconstrução esquelética de Gnathovorax cabreirai. Elementos conhecidos em branco e desconhecidos em cinza escuro.

O holótipo de Gnathovorax cabreirai, CAPPA/UFSM 0009, foi descoberto na Formação Santa Maria, Bacia do Paraná, no município de  São João do Polêsine, Rio Grande do Sul. Ele consiste em um esqueleto parcialmente articulado e quase completo, faltando apenas parte dos membros anteriores e cintura peitoral esquerdos, além de algumas costelas e vértebras. Junto com o holótipo foram encontrados restos de cinodontes prozostrodontes e rincossauros, que provavelmente pertenciam ao mesmo habitat do Gnathovorax.
O nome genérico tem origem no grego gnathos (“mandíbula”) e do latim vorax (“voraz”). O epíteto específico homenageia Dr. Sérgio Furtado Cabreira, o paleontólogo descobridor do espécime-tipo.

## Galeria

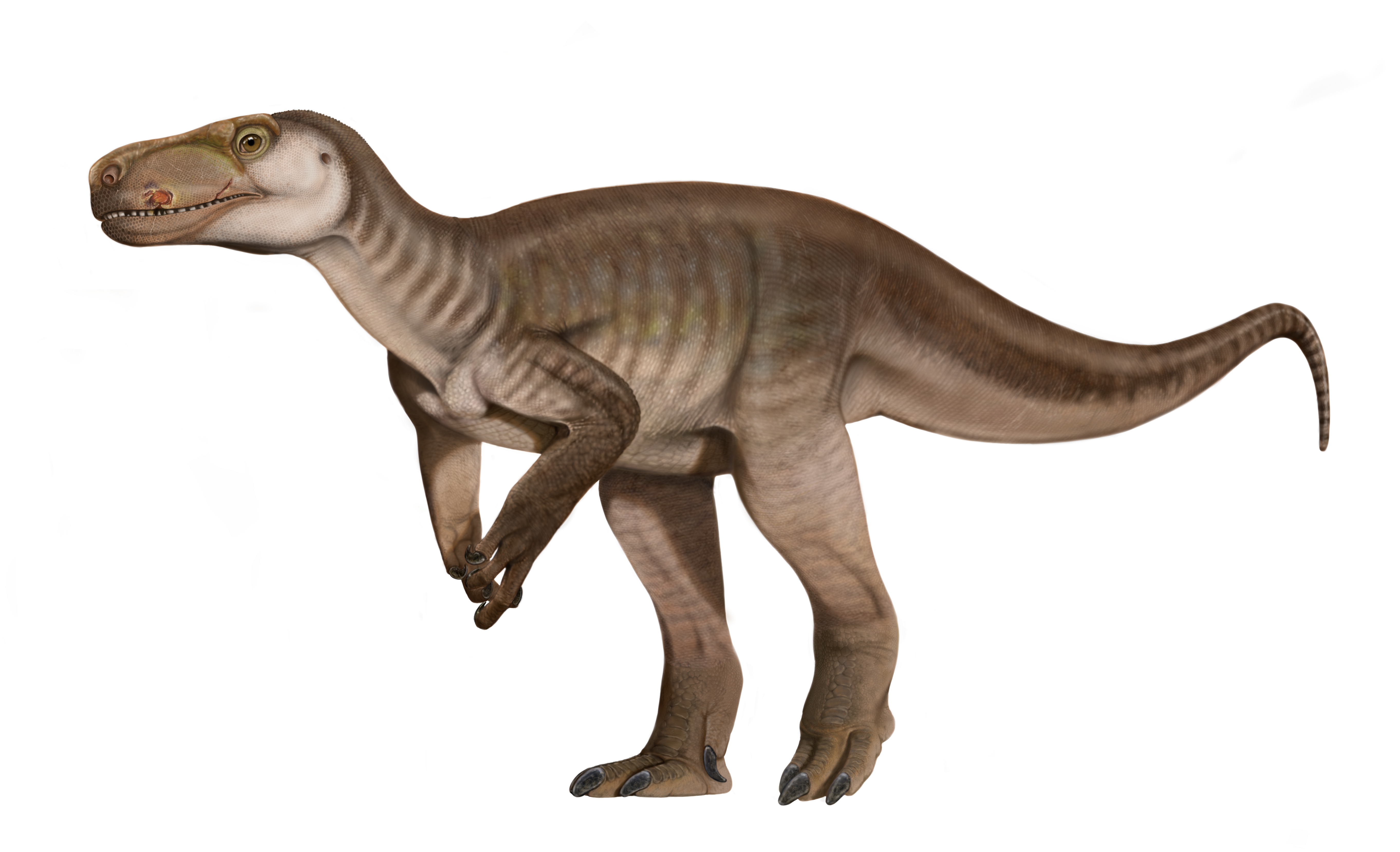
Restauração em vida de Gnathovorax cabreirai.

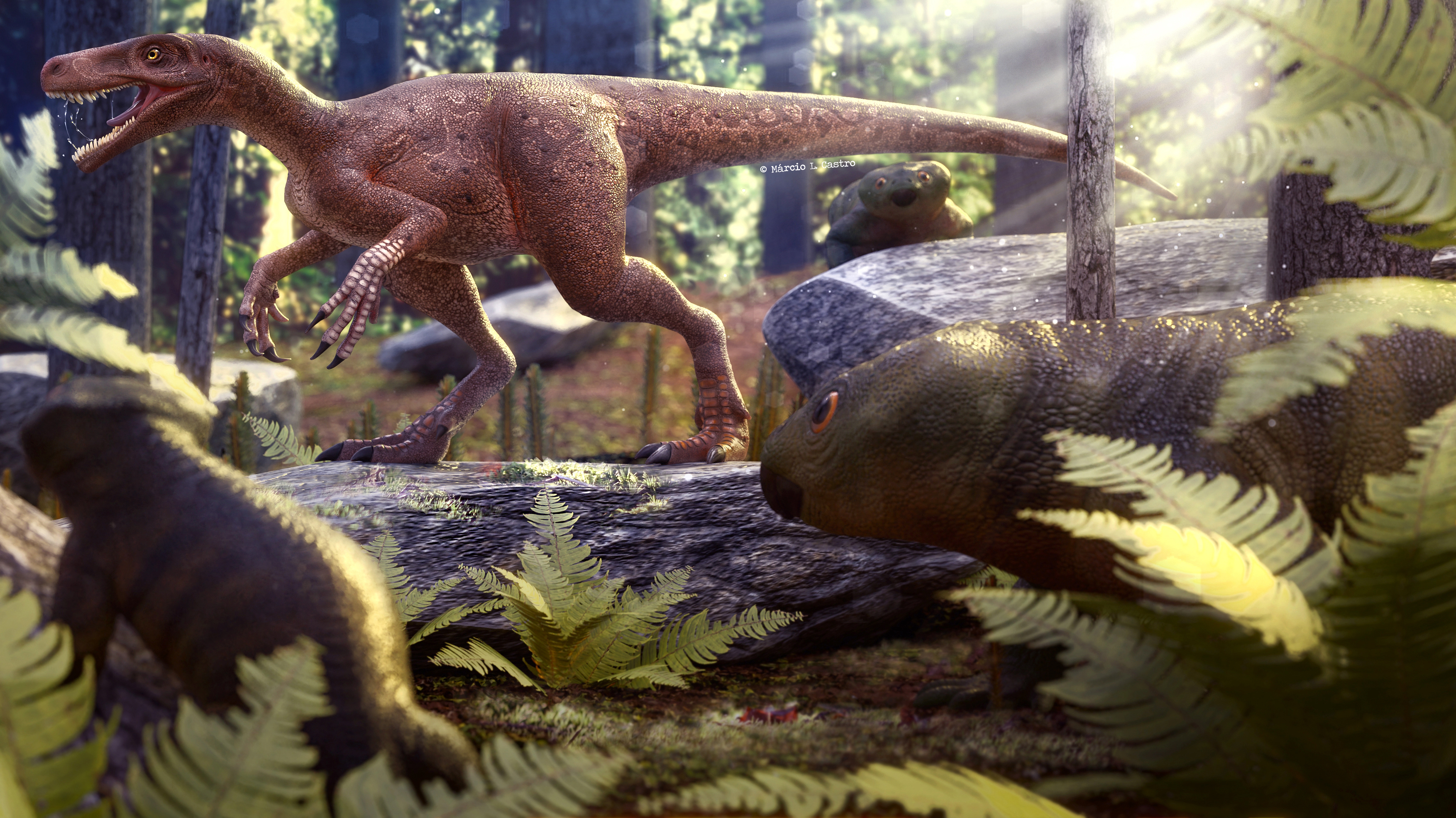
Restauração em vida de Gnathovorax cabreirai em seu ambiente.